# جامعة ييلي
جامعة ييلي (بالقازاقية: ىلە پەداگوگيكا شۋەيۋانى)‏) هي كلية تربوية لتخريج المدرسين والتربويين، ومقرها في مدينة ييلي، في سنجان في الصين.

## تاريخ
سابقاً كانت "كلية إيلي الإقليمية" في شينجيانغ والتي تأسست في عام 1948، وأعيدت تسميتها فيما بعد بكلية آيماتجيانغ ومدرسة إيلي العادية. في مايو 1980، ترقت إلى "كلية إيلي للمعلمين" بموافقة مجلس الدولة. في نوفمبر 2003، بموافقة الحكومة الشعبية لمنطقة ذات الحكم الذاتي، ودمجت كلية إيلي التعليمية السابقة مع كلية إيلي للمعلمين. تضم الكلية حالياً حرمين جامعيين هما "يينينج" و "كيوتون"، ويقع مقر المدرسة في "يينينج"، في عاصمة مقاطعة "إيلي-كازاخستان" ذاتية الحكم، وأما حرم "كيوتون" الجامعي فيقع  في كيوتون.

## وصلات خارجية
- جامعة ييلي (بالصينية)